# Somina (planina)
Somina je planina na granici istočne Hercegovine i Crne Gore. Zove se po istoimenoj četinarskoj grmolikoj biljci koja raste na visokoj nadmorskoj visini. Najviši vrh planine je Tikvina na 1601 m nadmorske visine. Susjedne planine s kojima se dodiruje su Golija i Njegoš. Dijelovi planine planine Somine su: predio Riđice (Greben, Gambelovina, Pleće, Lučevi Gradac, Jame, Tikvina, Hercegove Luke, Macanuša, Srijemoša, Vardari, Ćulova kosa) i predio Maglene gore. 